# Dmitrij Lewicki (malarz)
Dmitrij Grigorjewicz Lewicki (ros. Дми́трий Григо́рьевич Леви́цкий, ukr. Дмитро́ Григо́рович Леви́цький) (ur. ok. 1735 w Kijowie, zm. 4 kwietnia/16 kwietnia 1822 w Petersburgu) — rosyjski malarz-portrecista ukraińskiego pochodzenia.

## Życiorys
Był synem kijowskiego duchownego, malarza i grawera Grigorija Lewickiego-Nosa. Prawdopodobnie pomagał ojcu w latach pięćdziesiątych XVIII wieku przy polichromii soboru andrejewskiego w Kijowie
Uczył się u przebywającego w Kijowie petersburskiego malarza Aleksego Antropowa. Około roku 1758 przeniósł się wraz z Antropowem do Sankt Petersburga, gdzie rozpoczął studia na Cesarskiej Akademii Sztuk Pięknych. 
Od roku 1764 rozpoczął samodzielną działalność portrecisty w Moskwie. W roku 1770 za portret architekta Kokorinowa otrzymał tytuł akademika. W roku 1771 został wykładowcą w klasie portretu Akademii w Petersburgu. Do jego uczniów należeli P. Sokołow, W. Borowikowski i G. Ugriumow. Dzięki cyklowi portretów smolanek – wychowanek Instytutu Smolnego zyskał sławę w Petersburgu. W roku 1778 został pozbawiony stanowiska wskutek intrygi carycy, w roku 1807 odzyskał stanowisko za nowego cara Aleksandra I.
W muzeum w Genewie znajduje się namalowany przez Lewickiego portret Denisa Diderot.

## Galeria

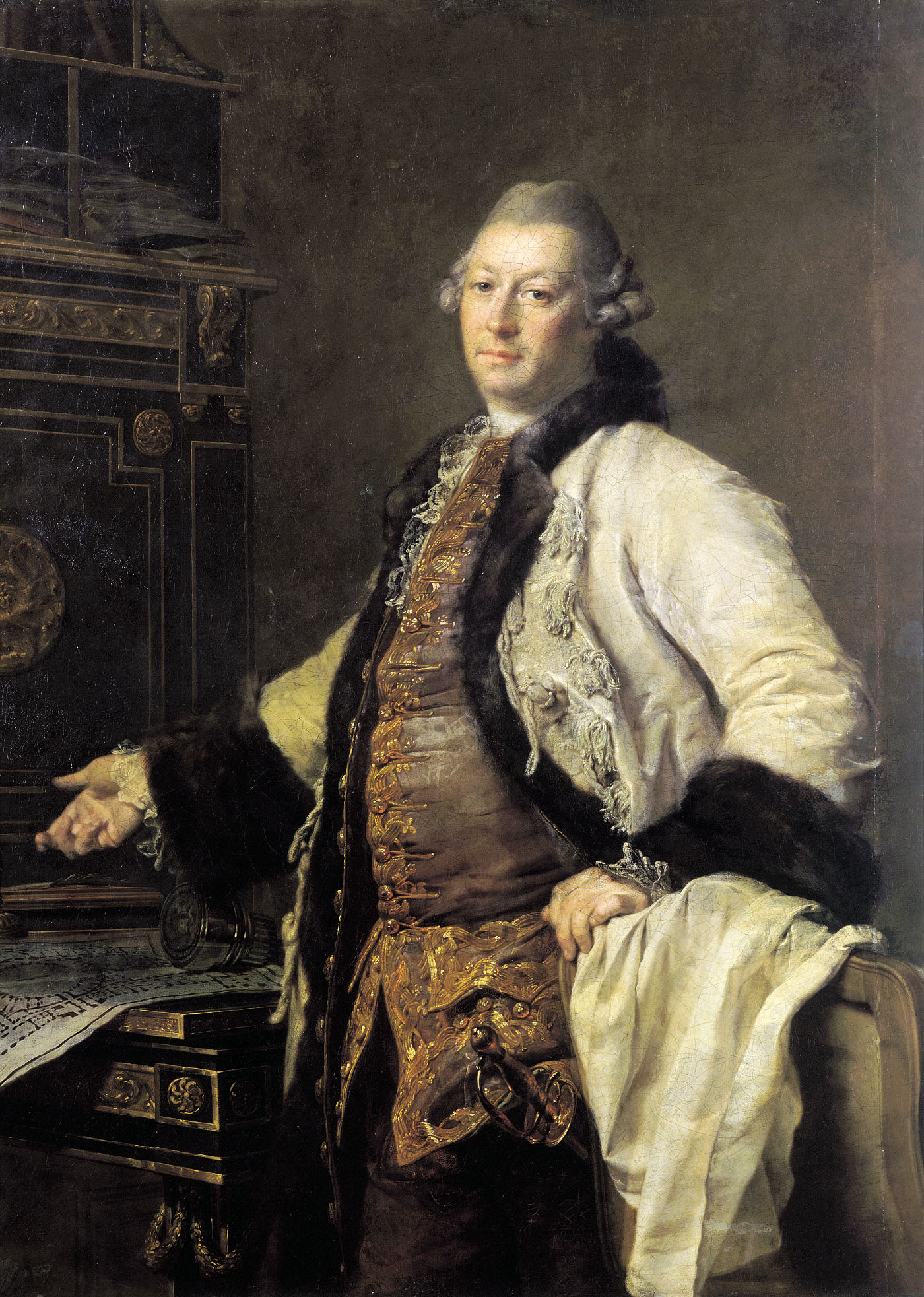
Portret architekta Aleksandra Kokorinowa 1769
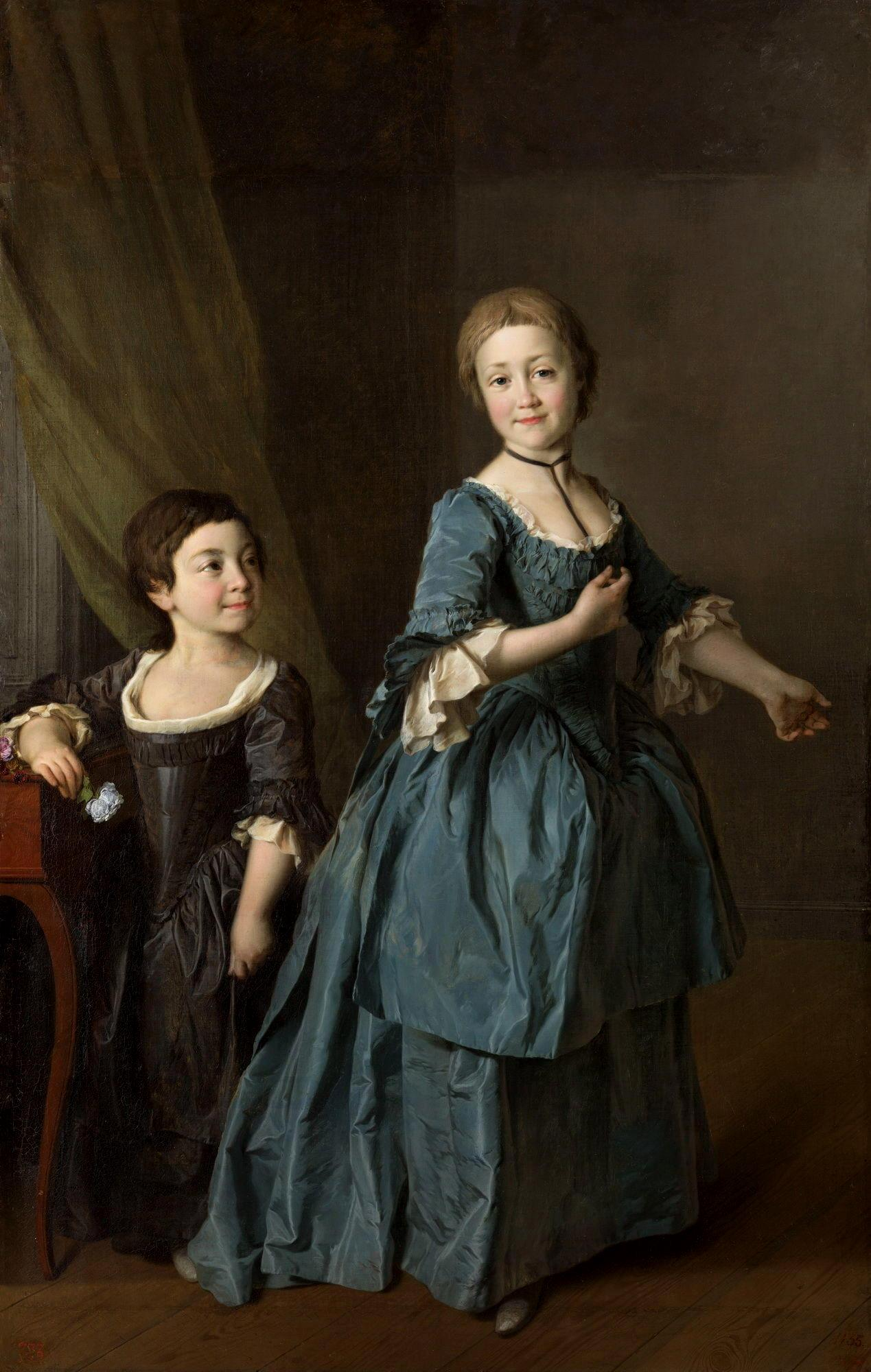
Fieodosija Rżewska i Anastasija Dawydowa 1772
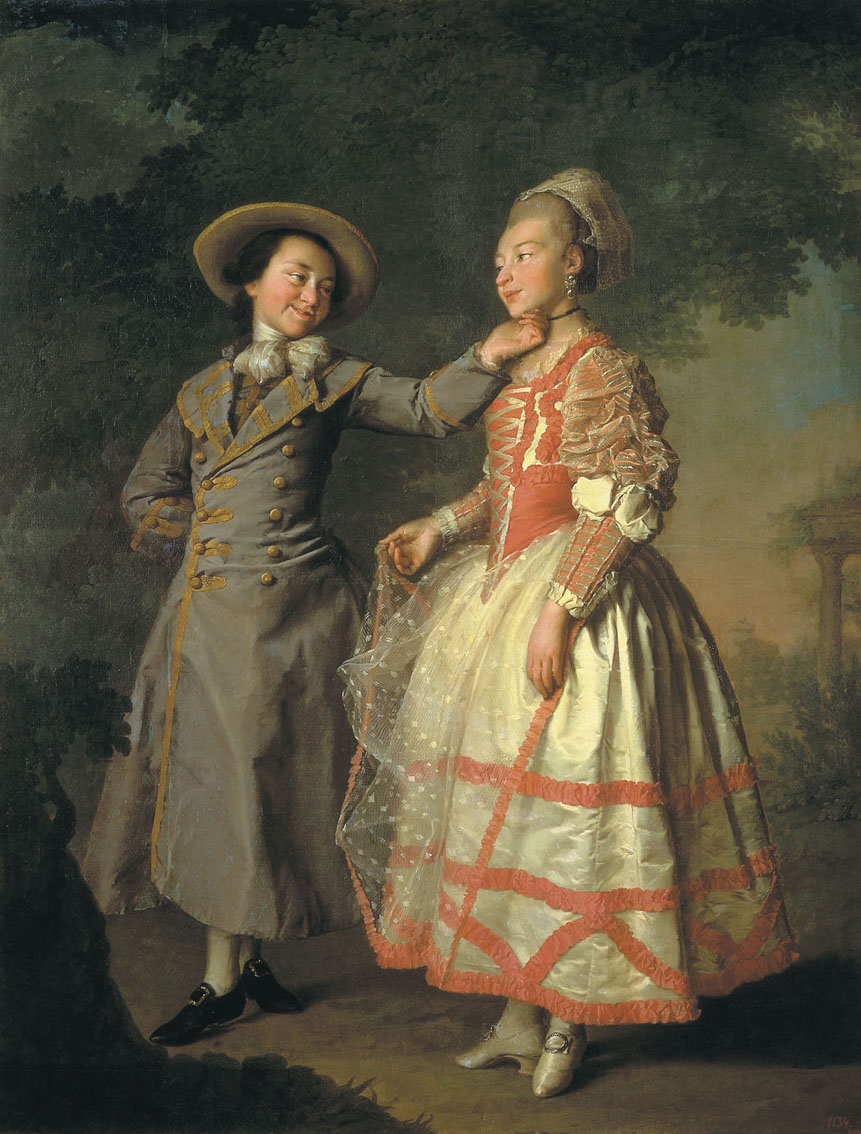
Jekatierina Chruszczowa i Jekatierina Chowanska 1773
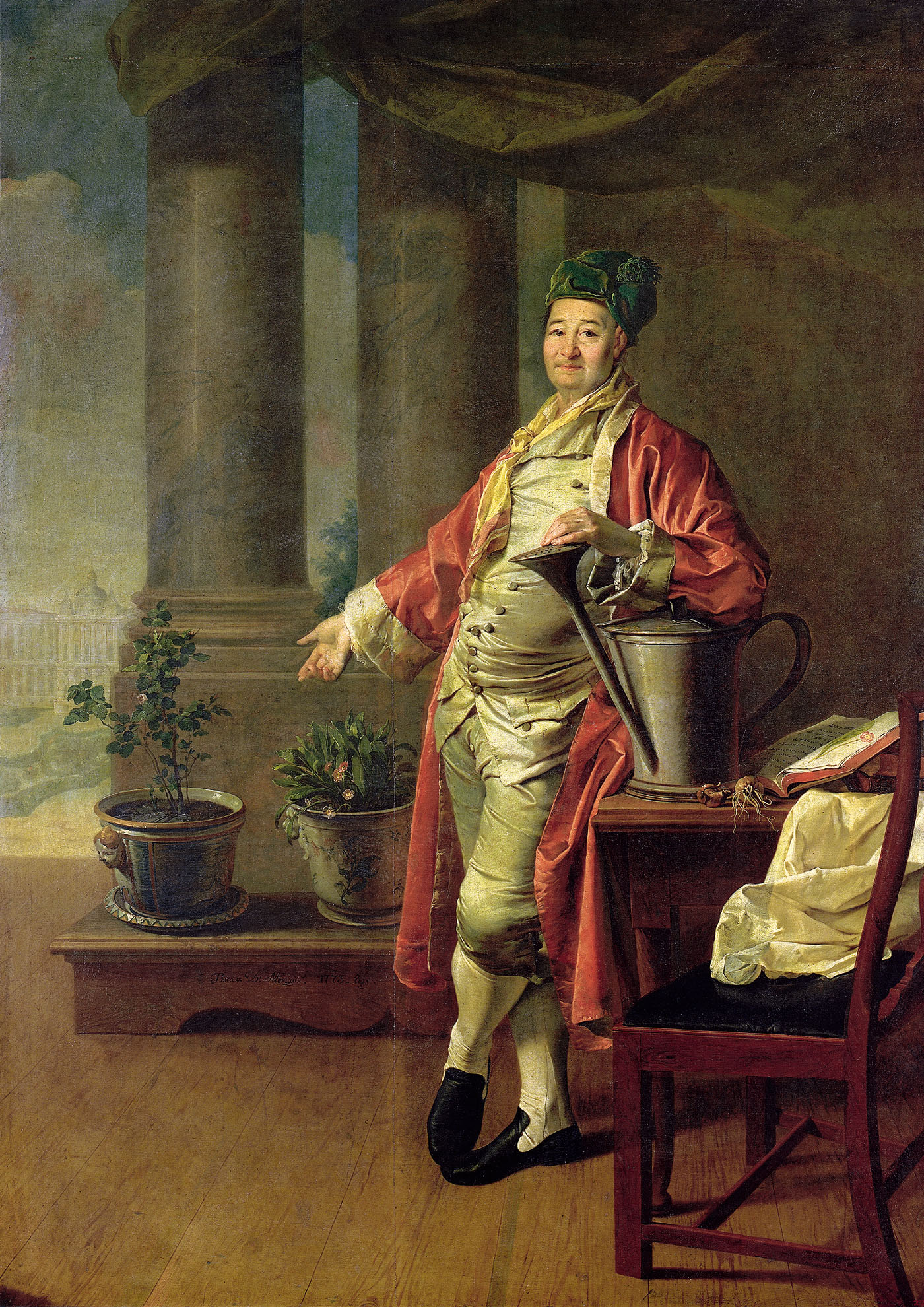
Portret Prokofija Diemidowa 1773
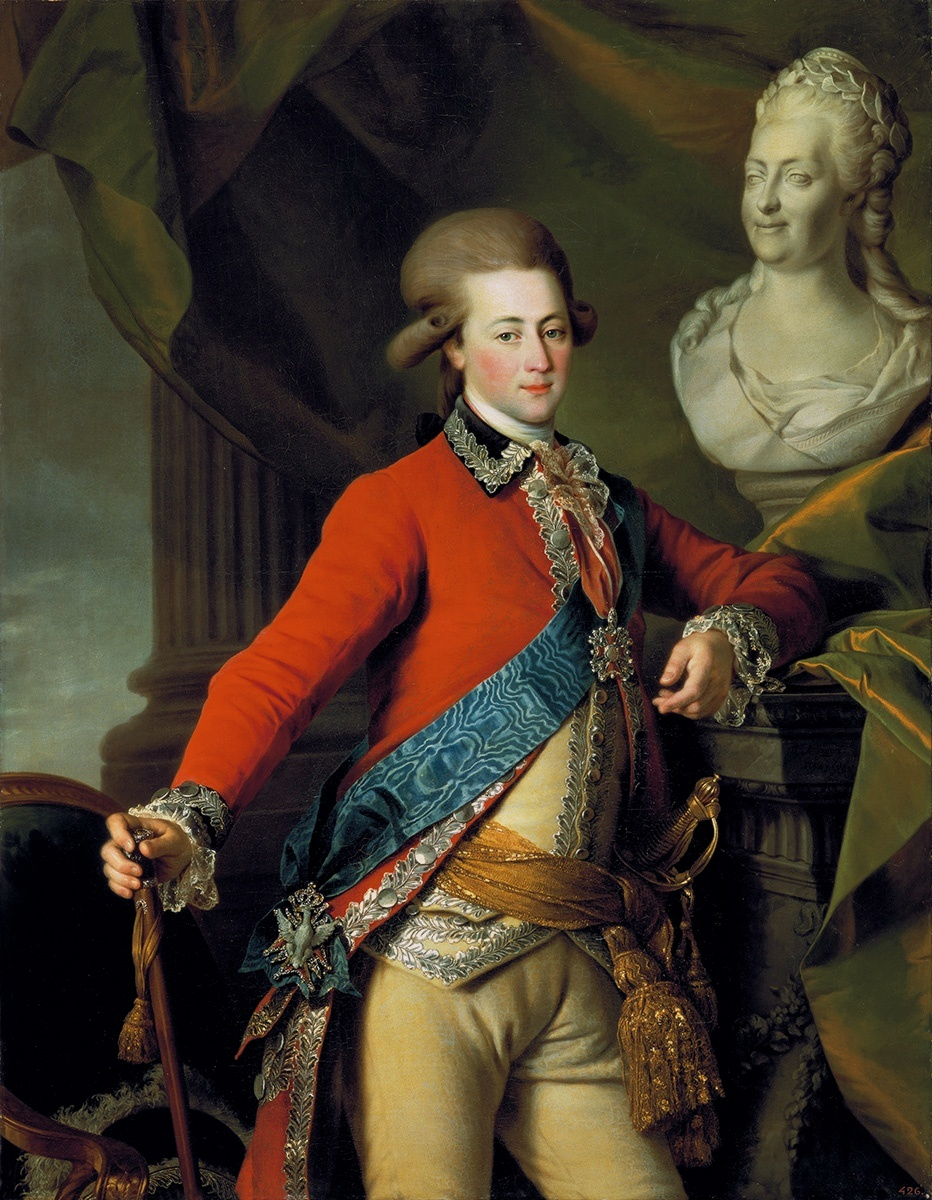
Portret Aleksandra Łanskoja 1782
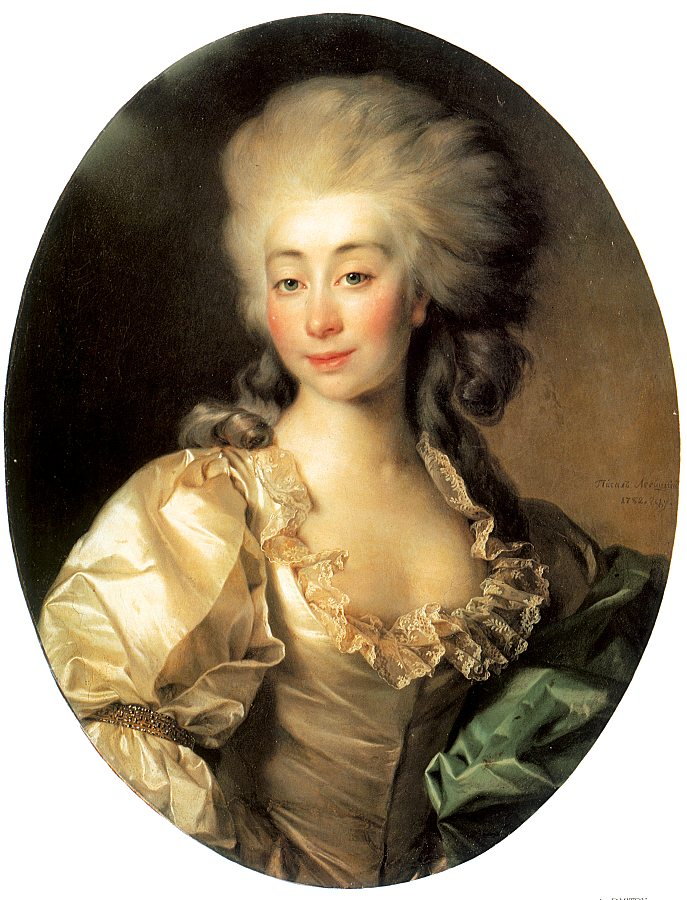
Portret Urszuli Mniszech 1782
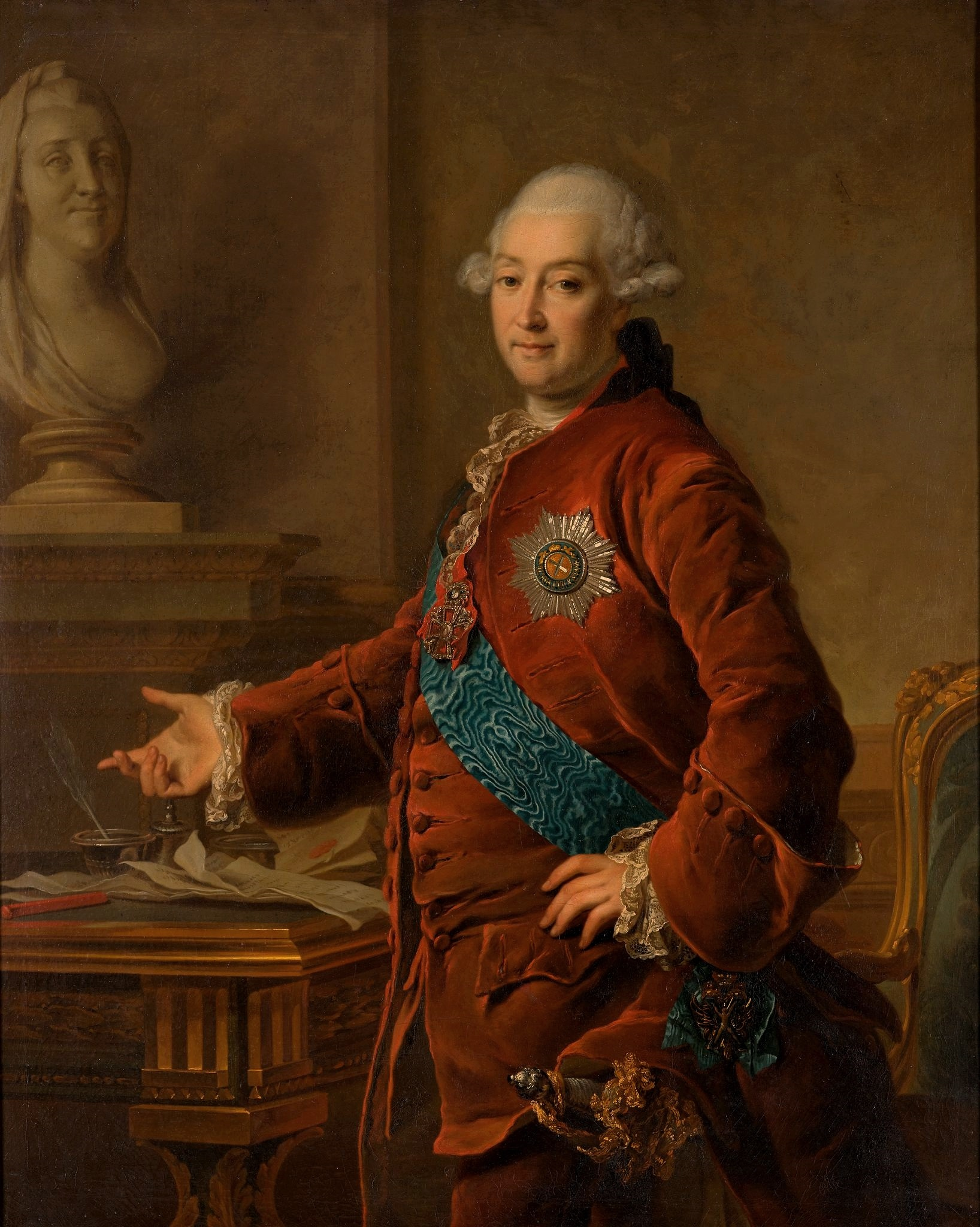
Portret Aleksandra Golicyna 1772